# Siyavuch Kerimi
Siyavush Karimi (en azéri : Siyavuş Əşrəf oğlu Kərimi ; né le 9 novembre 1954 à Bakou) est un compositeur azerbaïdjanais, artiste du peuple de la République d'Azerbaïdjan (2005), professeur, recteur du Conservatoire national d'Azerbaïdjan.

## Biographie
Siyavush Achraf oghlu Karimi étudie à Bakou. En 1969-1972, il est diplômé de la classe târ de l'école secondaire spécialisée de musique du nom de Bul-Bul et était l'élève du maître musicien Ahsan Dadashov. Entre 1972 et 1977, il poursuit ses études au Académie de musique Hadjibeyov de Bakou.

## Carrière
Depuis 1979, Siyavush Karimi est l'un des musiciens solistes de l'orchestre du Théâtre national de la chanson du nom de Rashid Behbudov, membre du groupe "Azkonsert", "Achıghlar", de l'ensemble de variétés-folk "Jangi", de l'Orchestre symphonique de l'estrade d'audiovisuel d'Azerbaïdjan, . Il  travaille comme directeur artistique dans le studio de musique   Rafig Babayevau à "Azerbaijanfilm" du nom de Dj. Djabbarli. Au cours de ces années, il se lie d'amitié avec l'artiste du peuple Rafiq Babayev, avec qui il  travaille et est influencé par sa musique.
S. Karimi est connu comme l'auteur de nombreux projets internationaux. Sous sa direction, les projets musicaux Azerbaïdjan-Norvège en 1997 et Azerbaïdjan-Amérique du Sud en 2002 sont  réalisés avec succès. S. Karimi est l'auteur de la musique  des films "Sari Gelin", "La Dernière Bataille", "Adieu, la ville du Sud", "Otage" , d’une télésérie "Heydar Aliyev", de 2 films d'animation et de 10 pièces de théâtre.
En 2003, il reçoit le prix « Derviche d'or » pour la musique qu'il écrit pour la pièce « Hamlet » mise en scène au Théâtre national dramatique académique. S. Karimi est le co-auteur du manuel « École de musique » et le compilateur de la collection en deux volumes « Chansons folkloriques azerbaïdjanaises » 
.
En 2014, Siyavush Karimi reçoit l'Ordre de l'Honneur (Azerbaïdjan) pour son travail efficace dans le domaine de l'éducation musicale et le 31 décembre 2020, il est décoré d'Ordre d'honneur pour ses services au développement de l'éducation musicale nationale en Azerbaïdjan,